# Michael Richards
Michael Anthony Richards, ameriški komik in igralec, * 24. julij 1949, Culver City, California, ZDA.